# Warner Music Japan
Warner Music Japan – japońska wytwórnia muzyczna, oddział Warner Music Group. Wytwórnia została założona 11 listopada 1970 roku. Kapitał wytwórni wynosi sto milionów jenów.

## Historia
Wytwórnia powstała 11 listopada 1970 roku jako joint venture Warner Brothers, Pioneer Corporation i Watanabe Productions. Watanabe Productions wycofała się z joint venture w 1978 roku. W 2002 roku wytwórnia została połączona z East West Japan i Time Warner Entertainment Japan.
Wynikiem partnerstwa z KDDI było powstanie pierwszego mobilnego pakietu muzycznego; pakiet dźwięku, wideo, grafiki i tekstu w jednym, pobieranym pliku, sprzedawanym pod marką „WAMO Pack”, który otrzymał od MEF nagrodę The Mobile Music.

## Artyści
Źródło: oficjalna strona Warner Music Japan
- Arash
- Basshunter
- Iron Maiden
- Wiz Khalifa
- Adam Lambert
- The Association
- Uncle Kracker